# ميخائيل تي أندرسون
ميخائيل تي أندرسون (بالإنجليزية: Michael Anderson)‏ هو رياضياتي أمريكي، ولد في 18 نوفمبر 1950 في بولدر في الولايات المتحدة.